# 513
Раннє Середньовіччя. У Східній Римській імперії триває правління Анастасія I. Наймогутнішими державами в Європі є Остготське королівство на Апеннінському півострові, де править Теодоріх Великий, та Франкське королівство, розділене на 4 частини між синами Хлодвіга. У Західній Галлії встановилося Бургундське королівство.
Іберію та частину Галлії займає Вестготське королівство, Північну Африку — Африканське королівство вандалів та аланів, у Тисо-Дунайській низовині лежить Королівство гепідів.
У Китаї період Північних та Південних династій. На півдні править династія Лян, на півночі — Північна Вей. В Індії правління імперії Гуптів. У Японії триває період Ямато. У Персії править династія Сассанідів.
На території лісостепової України в VI столітті виділяють пеньківську й празьку археологічні культури. VI століття стало початком швидкого розселення слов'ян. У Північному Причорномор'ї співіснують різні кочові племена, зокрема гуни, сармати, булгари, алани.

## Події
- Полководець Візантійської імперії Віталіян підняв повстання проти імператора Анастасія I у Фракії. Вимогами Віталіяна були відновлення халкедонського православ'я і надання фракійцям статусу федератів. Уклавши угоду з імператором, він відійшов у Мезію, однак імператор послав проти нього 80-тисячне військо. У битві біля Каліакри Віталіян розбив імперську армію, застосувавши нічну атаку на її табір.
- Перський шах Кавадх I прийняв доктрину маздакізму, й зменшив вплив знаті в державі.
- У Ктесифоні євреї збунтувалися проти маздакізму й на кілька років встановили незалежну єврейську державу.

## Померли
- Гезалех, король вестготів. (дата приблизна)